# Joel Redman
Joel Pettyfer, meglio conosciuto con il ring-name di Joel Redman (Exeter, 21 febbraio 1987), è un wrestler inglese attualmente sotto contratto con la All Japan Pro-Wrestling (AJPW).
Pettyfer è principalmente ricordato per i suoi trascorsi tra il 2012 e il 2014 nella World Wrestling Entertainment (WWE), dove si esibiva con il ring-name di Oliver Grey. In WWE, nel territorio di sviluppo di NXT, ha vinto una volta l'NXT Tag Team Championship (con Adrian Neville).

## Carriera

### Gli inizi (2006–2011)
Pettyfer inizia a lottare nella Devon Wrestling Alliance, lottando con il suo vero nome, prima di andare nella Revolution British Wrestling. Il 26 gennaio 2006, perde contro Spiro nel suo primo match per la Varsity Pro Wrestling. In un altro show, attacca Aviv Maayan dopo il suo match e presenta il suo nuovo manager, Dean Ayass. Nello scontro fra Mayaan e Redman, è però il primo a spuntarla. Dopo però che Mayaan aveva perso contro Jorge Castano, Redman e Ayass attaccano il loro rivale. La loro rivalità continua in altre federazioni indipendenti come nella Frontier Wrestling Alliance, dove vince anche il FWA:A Tag Team Title insieme a LT Summers, sconfiggendo Ollie Burns e Mark Sloan.
Redman durante il 2007 e il 2008, forma un tag team con Mark Haskins, chiamato The Thrillers. Il loro match di debutto è però una sconfitta, per mano di Ian Logan e Jake McCluskey. Perderanno anche contro Sha Samuels e Terry Frazier in un match valido per gli IPW:UK Tag Team Championship. Il Team debutta anche per la Real Quality Wrestling il 16 febbraio 2008, sconfiggendo Dan Head e Max Voltage e anche Danny Darko e Jo FX. Vinceranno i RQW Tag Team Championship il 26 aprile, sconfiggendo Cameron Kraze e Dragon Asiu. Dopo aver perso i titoli contro Sha Samuels e Terry Frazier, già detentori degli IPW:UK Tag Team Titles, in un match di unificazione delle corone. Il 28 settembre, vinceranno però gli IPW:UK Tag Team Titles. Debuttano anche per la Westside Xtreme Wrestling, diventando primi sfidanti alle corone di coppia sconfiggendo Lazio Fe e Adam Polak. Il match per i titoli, viene però vinto dai campioni Doug Williams e Martin Stone. Nel frattempo, perdono anche gli IPW:UK Tag Titles contro Marty Scurll e Zack Sabre Jr.
Redman, in singolo, debutta anche per la Irish Whip Wrestling nel 2008, in un match valido per l'IWW International Heavyweight Championship, un Fatal 4-Way vinto da Mandrake, in un match che includeva anche Doug Basham e Vic Viper. Nonostante vari match titolati, non riuscirà a vincere nessuna cintura in questa federazione.
Con gli anni, Redman diventa anche una presenza regolare negli show della Premier Promotions, facendo il suo debutto in coppia con Kris Kay nel 2006, sconfiggendo gli Andrews Brothers. A inizio 2008, prova a vincere PWF Mid-Heavyweight Championship reso vacante da Doug Williams, ma non ci riesce, pur partecipando al torneo. Tuttavia, dopo una grande scalata ai vertici della Premier Promotions, vince il Ian Dowland Throphy sconfiggendo in finale Marty Scurll. Con questa vittoria, va all'assalto del PWF Mid-Heavyweight Title di Ricky Knight, ma perde per count-out. Dopo qualche assenza, ritorna al Ken Joyce Tournament, perdendo in semifinale contro Robbie Brookside. L'edizione 2010 del torneo, la vince però Redman, sconfiggendo Justin Starr nella finale. Il 27 febbraio 2011, sconfigge UK Dominator, conquistando il PWF International Championship. Nel frattempo, partecipa al Worthing Trophy 2011, perdendo in finale contro Danny Garnell. Facendo squadra con Jonny Storm, prova a vincere anche i PWF Tag Team Championship, ma perdono contro UK Dominator e Kris Kay. Rende vacante l'International Title quando firma per la WWE a fine 2011.

### Florida Championship Wrestling (2011–2012)
Dopo due match di prova, Pettyfer viene messo sotto contratto di sviluppo dalla WWE e mandato inizialmente in FCW. Fa il suo debutto nel giugno 2012, dopo aver avuto problemi per il permesso di residenza, facendo squadra con Conor O'Brian, perdendo contro Garrett Dylan e Rick Victor. Il 28 giugno, insieme a CJ Parker, perde contro Big E Langston e Lincoln Broderick.

### World Wrestling Entertainment (2012–2014)
Viene poi trasferito ad NXT con la chiusura della FCW, dove debutta contro Kassius Ohno, perdendo in breve tempo. Nel suo secondo match, partecipa al torneo per decretare i primi NXT Tag Team Champions in coppia con Adrian Neville, battendo al primo round Drew McIntyre e Heath Slater. Al Royal Rumble Fan-Axxess, partecipa al torneo fra talenti di NXT nel quale il vincitore avrebbe potuto partecipare alla Royal Rumble stessa, ma non riesce a vincere. Grey e Neville vinceranno il torneo per decretare i primi NXT Tag Team Champions, conquistando le cinture. Il 2 maggio, Grey non può difendere le cinture di coppia contro Erick Rowan e Luke Harper e il suo posto viene preso da Bo Dallas, che però insieme a Neville viene sconfitto, perdendo le corone.

## Personaggio

### Mosse finali
- Grey-Buster  (Twisting brainbuster)
- Titanium Kneebar (Kneebar)

### Soprannomi
- "The Physical Specimen"

### Manager
- Dean Ayass
- Gilligan Gordon

### Musiche di ingresso
- Faceless,usata in team con Adrian Neville ;2012-2014
- Guitar Fire ;2014

## Titoli e riconoscimenti
- Devon Wrestling Association
  - DWA Trophy Championship (2)
- FWA Academy
  - FWA Academy Tag Team Championship (1) – con LT Summers
- International Pro Wrestling: United Kingdom
  - IPW: UK British Tag Team Championship (1) – Mark Haskins
- Premier Promotions
  - PWF International Championship (1)
  - Ian Dowland Trophy (2008)
  - Ken Joyce Trophy (2010)
- Pro Evolution Wrestling
  - Pro-EVW Heavyweight Championship (1)
- Pro Wrestling Illustrated
  - 205º nella classifica dei migliori 500 wrestler singoli nella PWI 500 (2013)
- Pro Wrestling Pride
  - PWP Catch Division Champion (1)
  - PWP Tag Team Championship (1, attuale) – con Joshua Knott
- REACH Wrestling
  - REACH Wrestling Heavyweight Champion (1, attuale)
- Real Quality Wrestling
  - RQW Tag Team Championship (1) – con Mark Haskins
- Revolution Pro Wrestling
  - RPW Undisputed British Tag Team Championship (4) – con Ricky Hype (1), Martin Stone (1), Mark Haskins (1) e Charlie Garrett (1)
- WWE
  - NXT Tag Team Championship (1) – con Adrian Neville
  - NXT Tag Team Championship Tournament (2013) – con Adrian Neville